# Sophie Fremiet
Sophie Rude (nacida Frémiet; Dijon, 16 de junio de 1797 - París, 4 de diciembre de 1867) fue una pintora francesa.

## Biografía
Nacida en Dijon, su padre era el curador adjunto del museo de la ciudad, mecenas de artistas y ferviente bonapartista. Sophie fue alumna de Anatole Devosge, un antiguo alumno a su vez de Jacques-Louis David. Su padre apoyó el trabajo de un joven escultor de Dijon, François Rude.

A raíz de la segunda Restauración borbónica en 1815, la familia Frémiet, junto con muchos otros bonapartistas, partió de Francia hacia Bruselas (ahora Bélgica, entonces parte del recién creado Reino Unido de los Países Bajos). Aquí, Sophie estudió con otro exiliado francés, el maestro de su antiguo maestro, Jacques-Louis David. Trabajó como copista de David y expuso sus propias obras en Bruselas y en Amberes. En 1820, su Belle Anthia fue un gran éxito en una exposición en Gante.

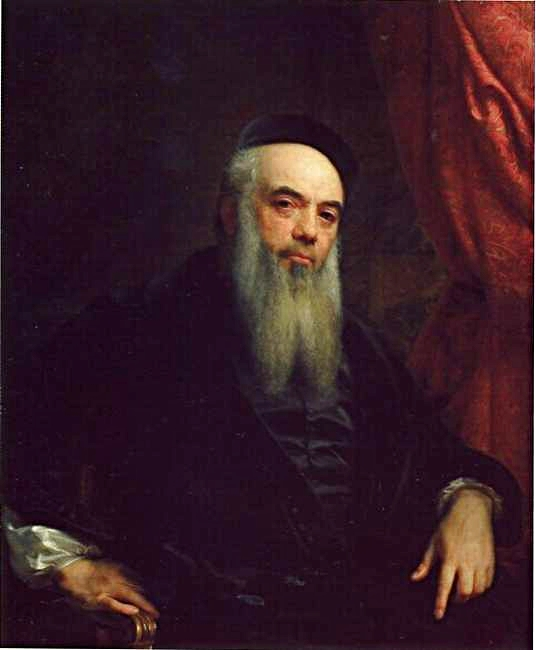
Sophie Frémiet, retrato de su marido, François Rude.
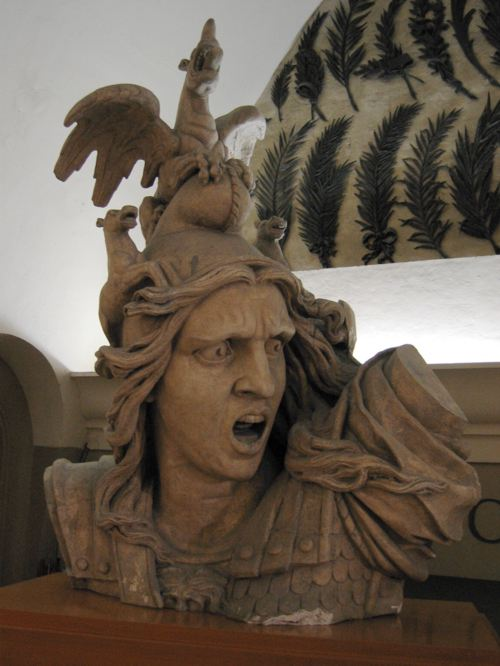
Sophie Frémiet sirvió de modelo para la figura de El genio de la guerra', en la Partida de los Voluntarios creada por su marido, François Rude, en el Arco del Triunfo.
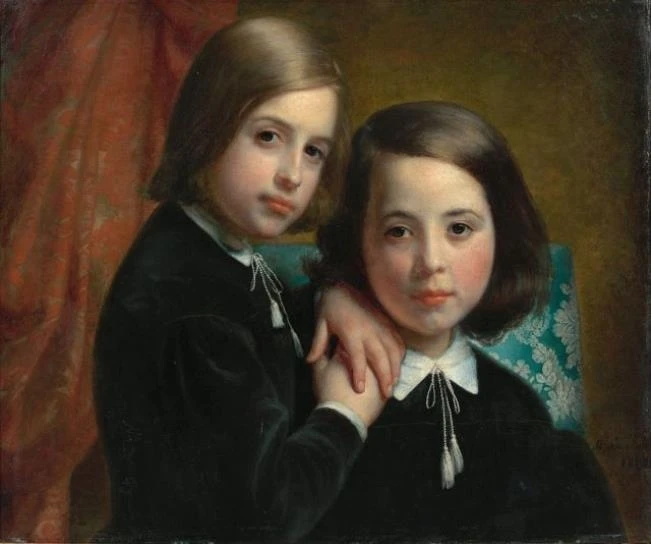
Retrato de dos niños.
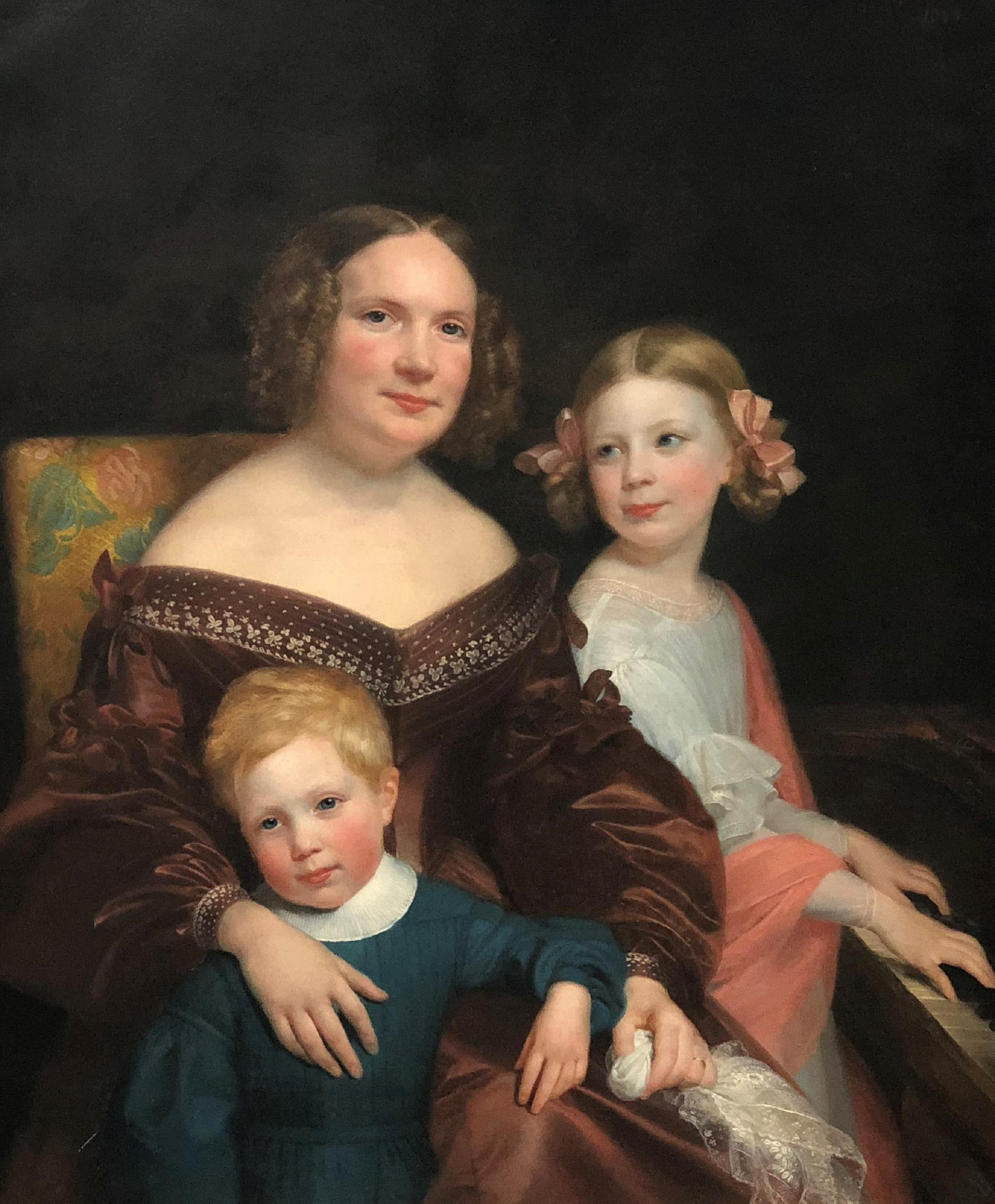
Retrato de una madre y dos hijos de Sophie Fremiet Rude, 1840, óleo sobre lienzo.

El 25 de julio de 1821, Sophie se casó con el antiguo protegido de su padre, François Rude. La pareja tuvo un solo hijo, Amédée, que murió en 1830 a la edad de ocho años. En Bruselas, Sophie tuvo mucho éxito y recibió muchos encargos, incluidos varios para el antiguo palacio real de Tervuren, perdido en el incendio que lo destruyó. Sus obras fueron de estilo neoclásico, en gran parte mitológicas, aunque produjo una pequeña cantidad de pinturas religiosas. Su interpretación de la ninfa Pirene como madre en 1823 recibió una medalla de oro en un espectáculo en 1824. Se vendió en Sotheby's por 685 USD 500 en 2022.

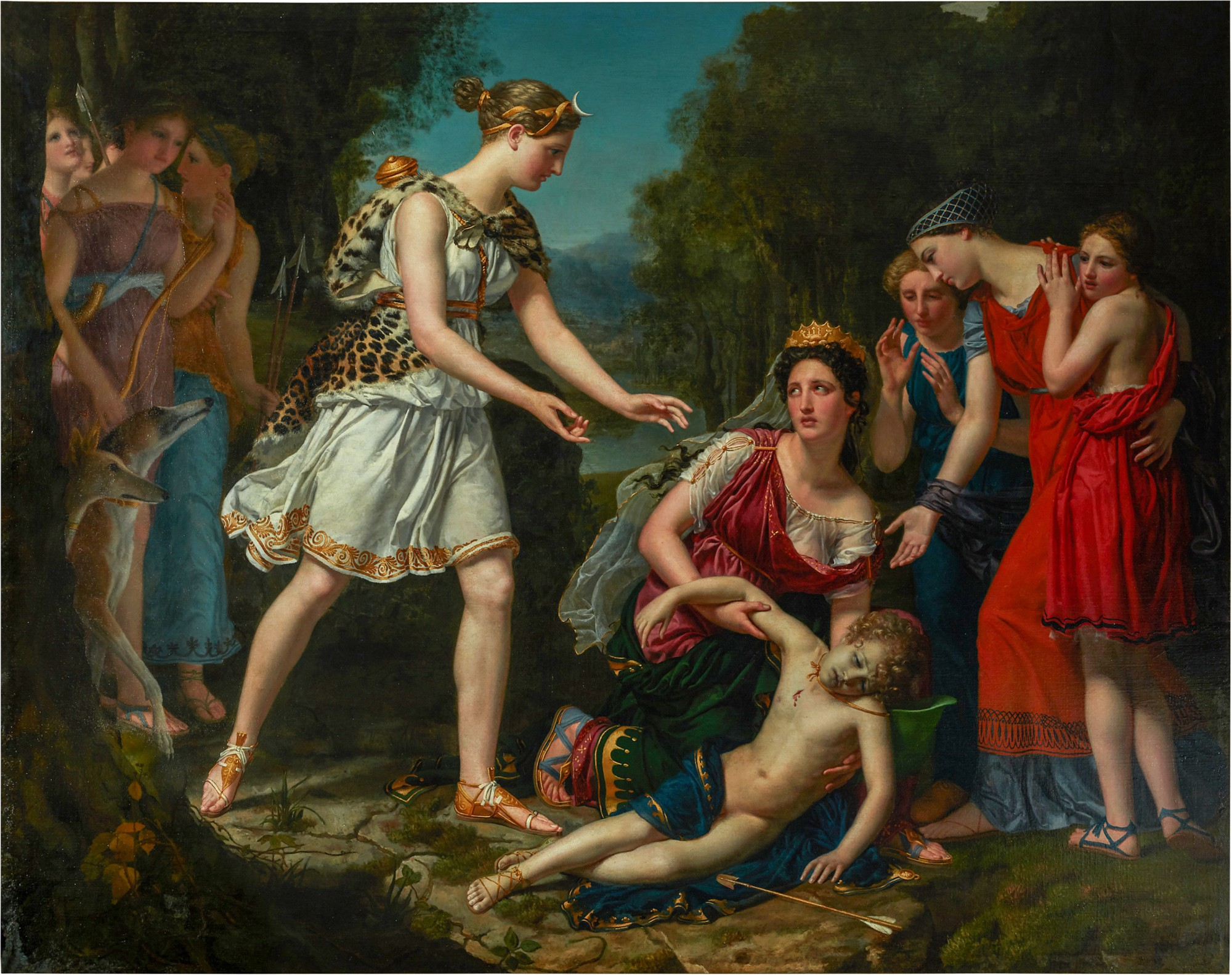
La muerte de Cenchirias, hijo de Neptuno y la ninfa Peirene, 1821-23.
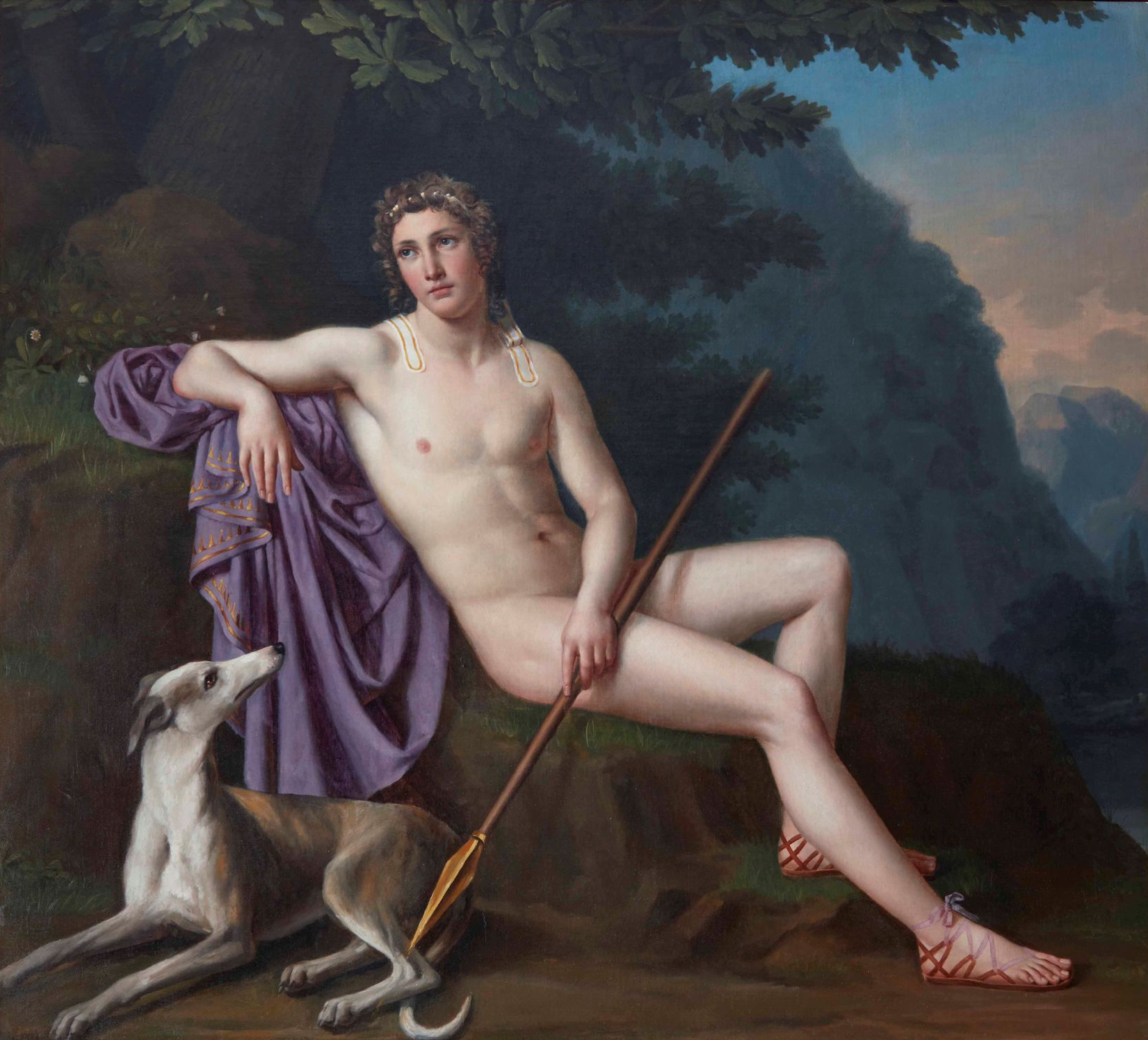
Adonis de Sophie Rude.
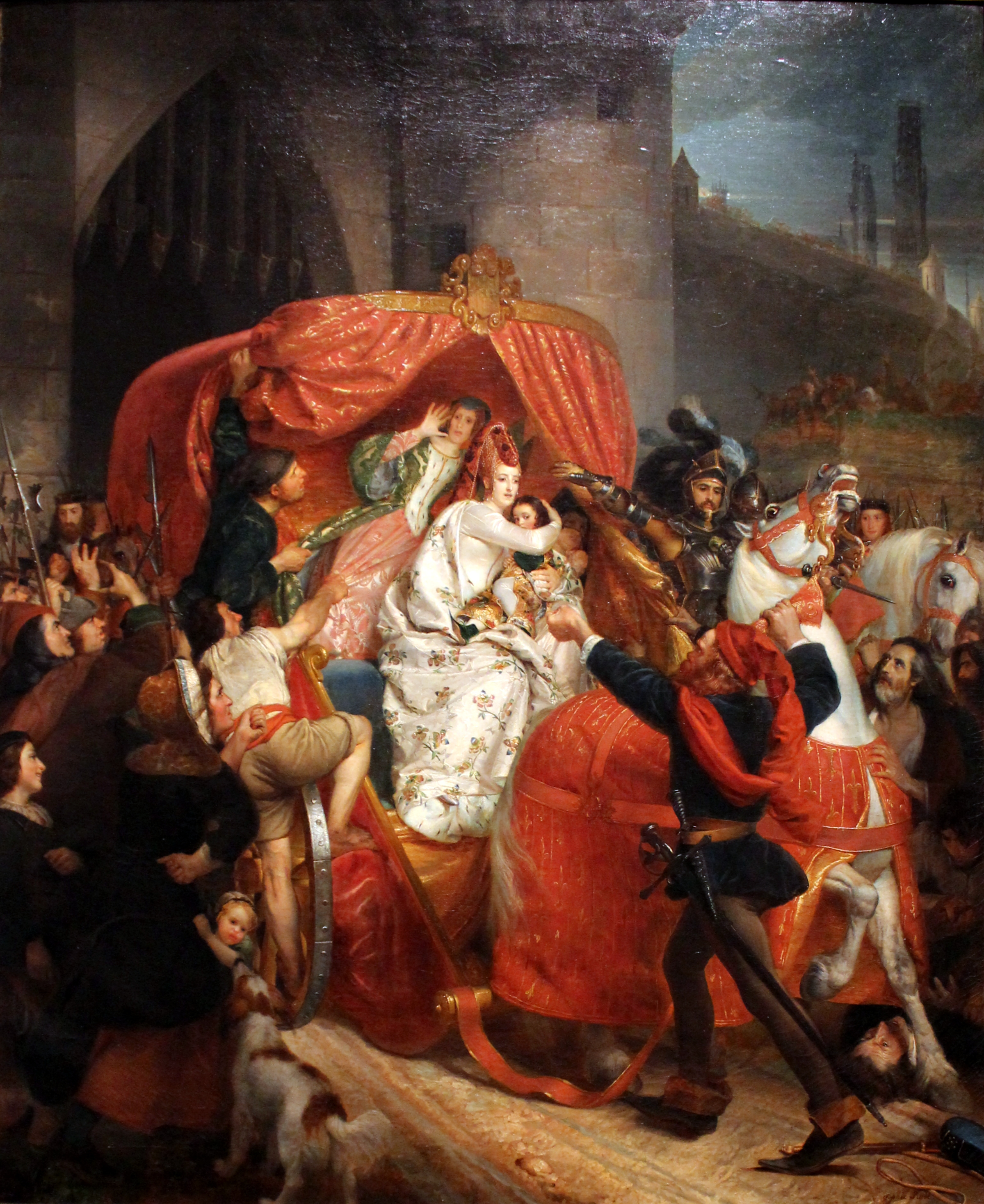
La duquesa de Borgoña arrestada a las puertas de Brujas.
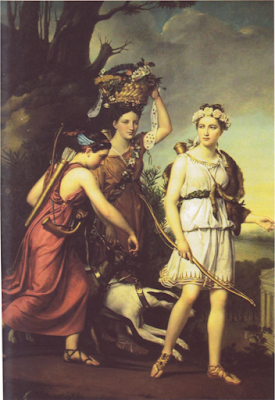
La bella Anthia.

En 1826, la familia Rude regresó a Francia, y se instaló en París. Aquí Sophie comenzó a pintar escenas históricas. Sirvió de modelo para la figura femenina que representa al Genio de la Guerra en el friso de su marido La Partida de los Voluntarios (también conocida como La Marsellesa ), que forma parte del Arco del Triunfo. François Rude murió en 1855 y Sophie dedicó el resto de su vida a exponer y dar a conocer la obra de su marido.
Murió en París en 1867.